# Site archéologique d'Essey-lès-Nancy
Le site archéologique d'Essey-lès-Nancy est un site archéologique situé à Essey-lès-Nancy, dans le département de Meurthe-et-Moselle.

## Situation
Le site se situe sur la butte Sainte-Geneviève qui surplombe la vallée de la Meurthe et domine Nancy au nord-est.

## Histoire
Le rempart défendant l'entrée nord-est de la ville, il comprenait un épaulement de section triangulaire, atteignait une hauteur de 3 m à 3, 5 m par rapport au sol à l'intérieur de l'enceinte.

## Description
La butte a une superficie de 20 ha et est entouré de falaises naturelles, il y a la présence de foyers avec un abondant mobilier caractéristique. Il s'agit d'un oppidum de l'âge du fer.

## Protection
La totalité du site archéologique est inscrite au titre des monuments historiques par arrêté du 7 octobre 1998.